# 贺家庄乡
贺家庄乡，是中华人民共和国山西省临汾市尧都区下辖的一个乡镇级行政单位。2021年5月，撤销贺家庄乡，整建制并入县底镇。

## 行政区划
贺家庄乡下辖以下地区：
贺家庄村、东下庄村、李家庄村、清乐院村、畛北角村、苏寨村、赵南河村、赵北河村、东坡村、口子里村、凤凰岭村、酸枣凹村、浮峪河村和上吴庄村。